# Pilaria scutellata
Pilaria scutellata là một loài ruồi trong họ Limoniidae. Chúng phân bố ở miền Cổ bắc.